# Sakkunnig i rättegång
Sakkunnig i rättegång kan förordnas för prövning av fråga om det anses att bedömandet fordrar särskild fackkunskap.
Rätten kan i sådant fall inhämta yttrande av myndighet eller tjänsteman eller annan eller uppdra åt en eller flera för redbarhet och för skicklighet i ämnet kända personer att avge yttrande. Förutom under rättegång i domstol kan sakkunnig höras inför Ansvarsnämnden för djurens hälso- och sjukvård, Hälso- och sjukvårdens ansvarsnämnd och Skolväsendets överklagandenämnd och Lärarnas ansvarsnämnd.
Innan sakkunnig utses bör parterna få yttra sig. Är parterna ense bör rätten utse denne som sakkunnig om det tycks lämpligt. Den som inte å tjänstens vägnar är skyldig att vara sakkunnig kan inte tvingas till detta. Sakkunnig är alltså inte som vittne skyldig att yttra sig. Sakkunnig som hörs ska avlägga ed.